# Sony Alpha 7S
Die Sony A7S (intern ILCE-7S = Interchangeable Lens Camera with E-mount 7) ist eine spiegellose Systemkamera (DSLM) mit Vollformat-Bildsensor, die seit dem April 2014 im Handel erhältlich ist. Die Bezeichnung S steht dabei für „sensitivity“, also die höhere Lichtempfindlichkeit des Sensors unter Verzicht auf mehr Auflösung. Die Kamera hat ausgedehnte Videofunktionen und ist zugeschnitten für Kunden, die ein hohes Interesse an Videos haben. Im September 2015 erschien das Nachfolgemodell, die Sony A7S II und im Juli 2020 das Modell Sony A7S III.

## Technische Daten

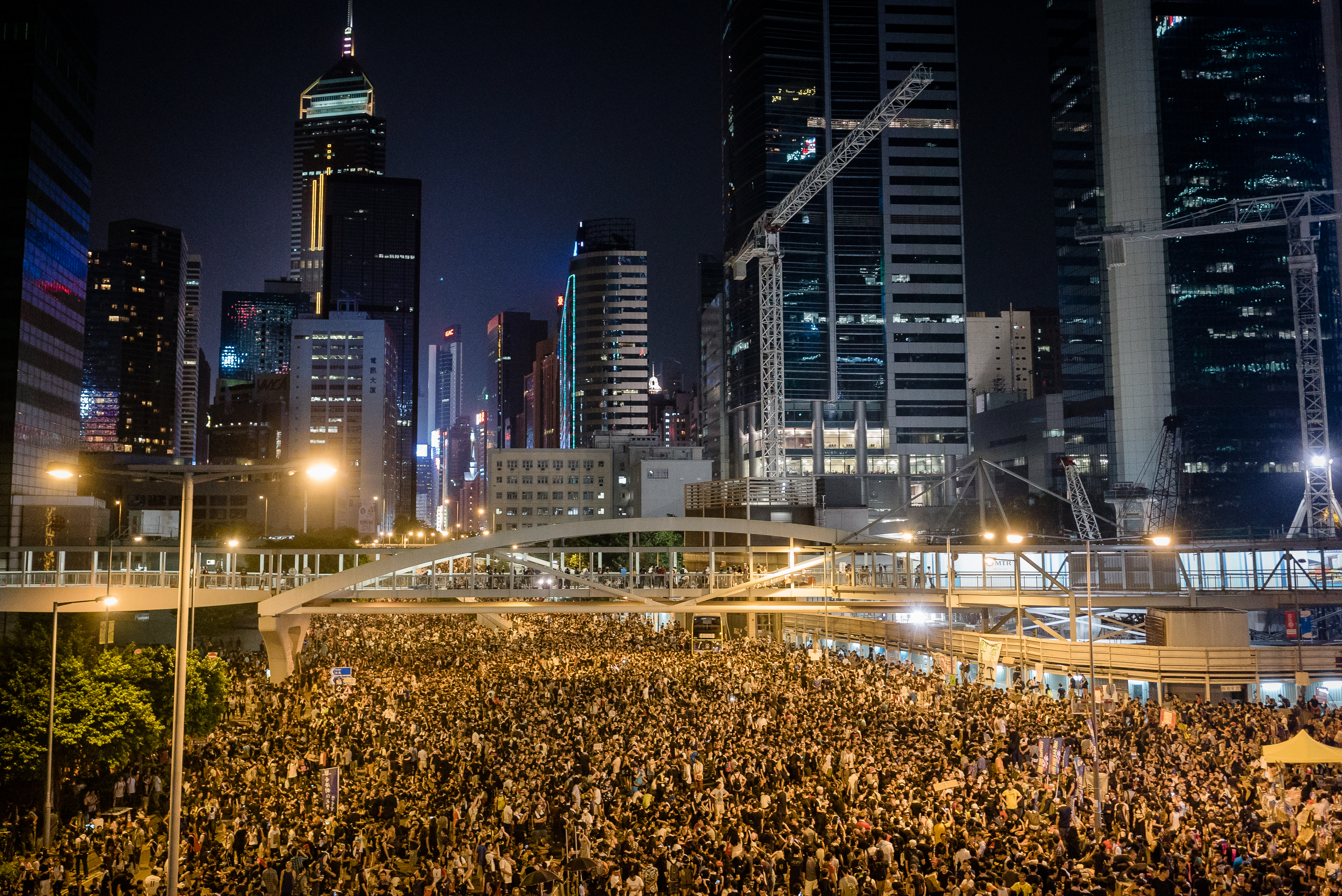
Nächtliche Proteste in Hongkong, Foto mit A7s, ISO 5000

Die Sony A7S hat eine effektive Bildauflösung von 12,2 Megapixeln und verwendet zur Verarbeitung der Bilddaten den Bildprozessor BIONZ X.
Sony stattete die Kamera mit einer geringen Pixelzahl von 12 Millionen zugunsten eines guten Rauschverhaltens bei hohen ISO-Werten aus (nativ bis ISO 102.400, erweitert bis ISO 409.600). Dadurch ist sie optimiert für Wenig-Licht-Situationen und war bei Einführung die lichtempfindlichste Kamera auf dem Markt.
Die Kamera verfügt über einen vollelektronischen Auslöser. Die Kamera kann den XAVC-S Videocodecs mit Details verarbeiten, 120 Bilder pro Sekunde Videos bei 720p, SLog2 und andere sogenannte Picture Profiles, sowie über die Möglichkeit über den micro-HDMI-Ausgang 4K-Steh- und Bewegtbilder auszugeben. Im Gegensatz zu HD-Videos, die intern aufgezeichnet werden können, bedarf es für 4k-Videodaten allerdings eines externen 4k-Rekorders, verbunden über die HDMI-Schnittstelle.
Das Kameragehäuse besitzt einen E-Mount-Anschluss. Als Autofokus-System dient ein Kontrast-Autofokus mit 25 Messpunkten. Mit der integrierten Wi-Fi-Funktion lässt sich die Alpha 7S über ein Smartphone oder andere Mobilgeräte fernsteuern. Die Aufnahmen können direkt auf mobile Endgeräte und geeignete Fernseher übertragen werden. Der eingebaute Monitor und der elektronische Sucher unterstützen Live-View mit Softwarelupe und Fokus-Peaking.